# Жёлтая лихорадка
Жёлтая лихорадка (амариллёз) — острое геморрагическое трансмиссивное заболевание вирусной этиологии, тропический зооантропоноз Африки и Южной Америки. Передаётся с укусом комаров. Жёлтая лихорадка относится к группе забытых тропических болезней.

## История
Историки медицины расходятся в определении самого старого источника, в котором идёт речь именно о жёлтой лихорадке. Некоторые склонны считать таковым запись 1598 г. о гибели воинов Джорджа Клиффорда, графа Камберленда, на острове Пуэрто-Рико, от «тропической лихорадки». Однако в этой записи речь могла идти и о малярии, которая в те времена также называлась «тропической лихорадкой» и эпидемии которой тоже вспыхивали в «сезон дождей». Поэтому обычно отсчёт ведут от описания эпидемии на полуострове Юкатан в 1648 г.

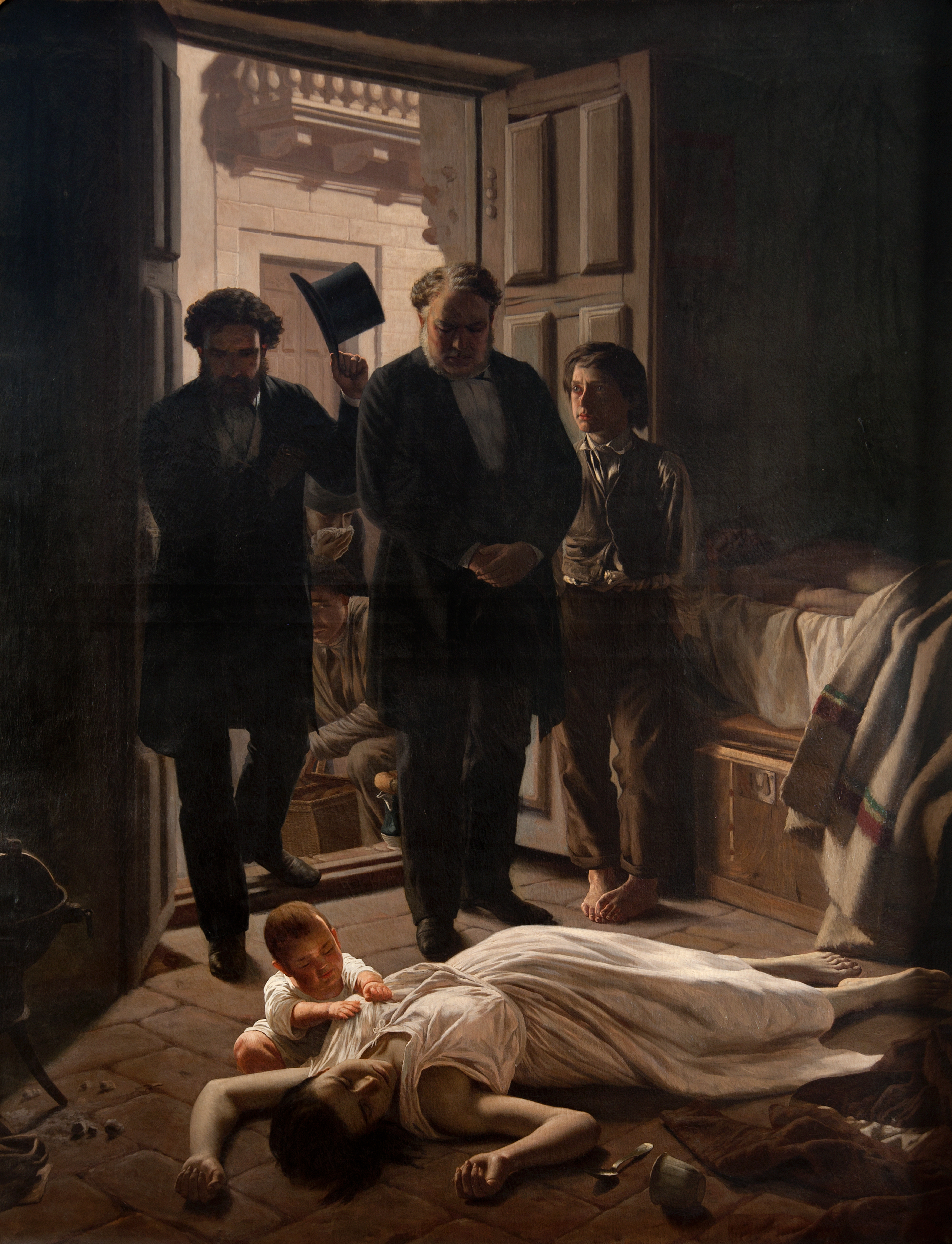
«Эпизод эпидемии жёлтой лихорадки в Буэнос-Айресе», картина Хуана Мануэля Бланеса, 1871 год

В то время население Центральной Америки и островов Карибского бассейна страдало от тяжёлых, повторяющихся эпидемий, и именно тогда на острове Барбадос английскими врачами было предложено название болезни «жёлтая лихорадка» (англ. yellow fever). Испанцы употребляли название «чёрная рвота» (исп. vomito negro). Среди английских моряков и солдат, больше всего болевших ею, в обращении было название «Жёлтый Джек».

## Решение проблемы

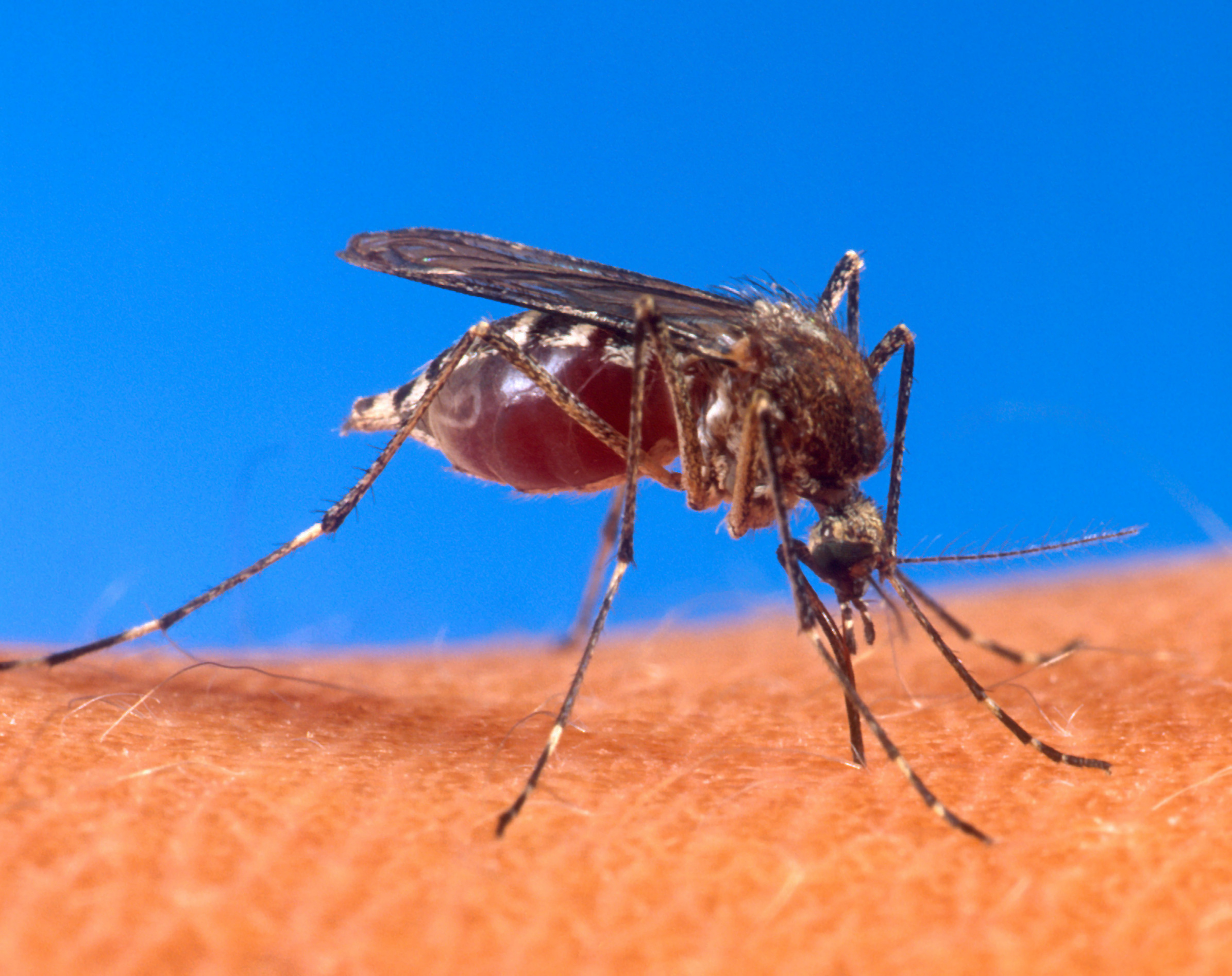
Комар Aedes aegypti

14 августа 1881 года на открытом заседании Гаванской академии наук кубинский врач Карлос Х. Финлей изложил свою гипотезу о том, что жёлтая лихорадка передаётся определённым видом комаров.
Два десятилетия спустя, борясь с эпидемией жёлтой лихорадки в Гаване в 1900 году, Уолтер Рид и Джеймс Кэролл подтвердили, что жёлтая лихорадка передается укусом комара Aedes aegypti, а возглавляемый Вильямом Кроуфордом Горгасом отряд методично уничтожил все очаги размножения комаров — и через девяносто дней в Гаване не было ни одного случая жёлтой лихорадки — впервые за двести лет.
В 1915 году, после успеха Вильяма Кроуфорда Горгаса в Гаване и Панаме, Фондом Рокфеллера была начата акция по искоренению жёлтой лихорадки в Западном полушарии и, действительно, городские очаги жёлтой лихорадки были практически ликвидированы и в Северной, и в Южной Америке. Но в 1928 году в Рио-де-Жанейро снова вспыхнула тяжелая эпидемия, за нею последовали эпидемии в других городах центральной части Южной Америки. Расследование истоков этих эпидемий привело к открытию лесных очагов и пониманию того, что жёлтая лихорадка существовала в Америке еще и до Колумба.
В 1937 году американский вирусолог Макс Тейлер создал вакцину против жёлтой лихорадки, за которую был награждён Нобелевской премией по физиологии и медицине в 1951 году.

## Эпидемиология

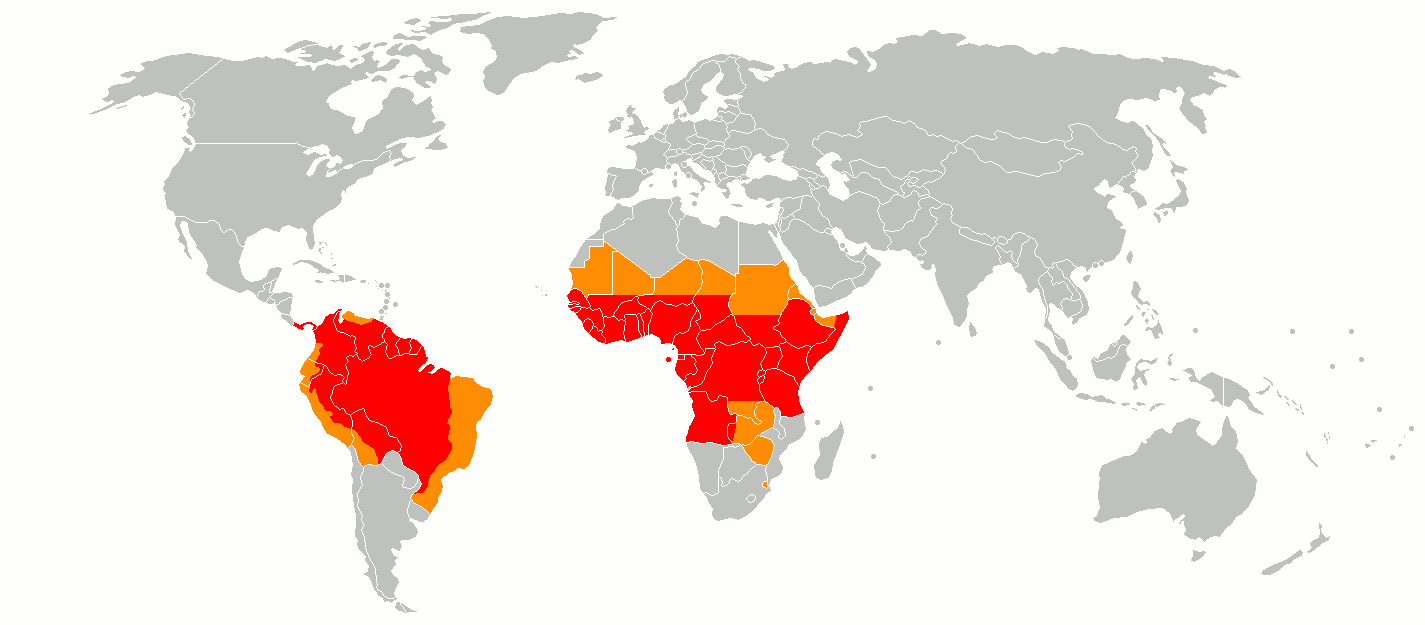
эндемичные районы
зоны риска

Визовые вакцинационные требования к посещающим страну:
всем въезжающим в страну
только из стран группы риска, включая авиапересадки
только из стран группы риска, без авиапересадок
отсутствуют

Самка комара, насосавшаяся крови больного жёлтой лихорадкой, становится заразной через 4 дня при температуре 30 °C и через 20 дней — при температуре 23 °C.
Жёлтая лихорадка существует в двух эпидемиологических формах: лихорадки джунглей (передаётся комарами от заражённых обезьян) и лихорадки населённых пунктов (передается комаром Aedes aegypti от больного человека здоровому). Последняя вызывает большинство вспышек и эпидемий.
Ежегодно жёлтая лихорадка поражает около 200 тыс. человек, из которых 30 тыс. погибает. Около 90 % всех случаев заболевания диагностируются в Африке.

## Этиология
Возбудитель — арбовирус Viscerophilus tropicus из семейства флавивирусов. Диаметр вирусных частиц — 17—25 нм. Способен длительно (более года) сохраняться в замороженном состоянии и при высушивании. Вирус быстро гибнет при нагревании до 60 °C, под воздействием ультрафиолетовых лучей, эфира, хлорсодержащих препаратов и при воздействии обычных дезинфекционных средств.

## Симптомы
Инкубационный период колеблется от 3 до 6 суток, изредка до 10 дней.
Клиническая картина заболевания характеризуется двухфазным течением.
Течение заболевания варьируется по тяжести от умеренного лихорадочного состояния до тяжёлого гепатита с геморрагической лихорадкой. Тяжёлое течение характеризуется внезапным началом, сопровождающимся лихорадкой до 39—41 °С, ознобом, сильной головной болью, болью в мышцах спины и конечностей, тошнотой, рвотой. Характерен внешний вид больного: желтушное прокрашивание кожи вследствие поражения печени (отсюда название заболевания); лицо красное, одутловатое, веки отечны. После короткого светлого промежутка может наступить шок, геморрагический синдром с развитием острой почечной недостаточности, развивается острая печеночная недостаточность. При молниеносно протекающем развитии болезни больной умирает через 3—4 дня.
Летальность заболевания составляет от 5—10 % до 15—20 %, а во время эпидемических вспышек — до 50—60 %.

## Лечение
Специфических препаратов для лечения жёлтой лихорадки не существует. Оказание помощи сводится к симптоматическому лечению, включающему покой, инфузионные растворы, обезболивающие лекарства. Следует избегать нестероидных противовоспалительных препаратов (ацетилсалициловая кислота, напроксен, ибупрофен и т. п.), которые могут повысить риск кровотечения.

## Профилактика
Вакцинация людей, выезжающих в эндемичные районы. Вакцина содержит ослабленный (аттенуированный) вирус штамма 17D, она вводится подкожно, в плечо или под лопатку не позднее, чем за 10 суток до выезда в энзоотичный район. Желтолихорадочная вакцина считается одной из самых безопасных и высокоэффективных вакцин в истории вакцинологии. Надёжный иммунитет развивается в течение одной недели у 95 % привитых и сохраняется в течение 30—35 лет (возможно, пожизненно). В настоящее время во многих странах ревакцинация производится каждые 10 лет.
Вакцина противопоказана:
- детям в возрасте до 9 месяцев при регулярной иммунизации (или до 6 месяцев во время эпидемии);
- беременным женщинам — за исключением времени вспышек жёлтой лихорадки, когда высок риск инфицирования;
- лицам с тяжёлой аллергией на яичный белок;
- лицам с тяжёлым иммунодефицитом в результате симптоматических ВИЧ/СПИДа или других причин либо при наличии заболеваний вилочковой железы.

Больной является источником заражения комаров даже при лёгких формах заболевания и должен быть абсолютно защищен от укусов комаров. С этой целью вокруг постели устанавливают сетки, металлические или марлевые. Такая изоляция больного необходима на протяжении первых 4 дней, так как позже этого срока он уже не является источником заражения комаров.
Неспецифическая профилактика включает предотвращение укусов комаров и дезинсекцию близлежащих водоёмов.

### Международные инициативы
По инициативе Всемирной организации здравоохранения (ВОЗ) проводится профилактическая вакцинация против жёлтой лихорадки. Инициатива проводится при поддержке ЮНИСЕФ и включает регулярную иммунизацию детей начиная с 9-месячного возраста, а также кампании массовой вакцинации в районах высокого риска для всех возрастных групп от 9 месяцев и старше, эпидемиологический надзор и ответные меры на вспышки болезни.
Деятельность по вакцинации, хранению и распределению вакцин осуществляет Международная координационная группа (МКГ) по обеспечению вакцинами против жёлтой лихорадки. Группа создана по инициативе ВОЗ, в неё также входят «Врачи без границ»,
Международная федерация обществ Красного Креста и Красного Полумесяца, и Детский фонд ООН (ЮНИСЕФ). МКГ поддерживает чрезвычайный резервный запас вакцин против жёлтой лихорадки для обеспечения быстрых ответных мер на вспышки болезни в странах высокого риска.
Экспертный Совет ВОЗ на регулярных совещаниях утверждает список производителей, чьи вакцины официально используются для борьбы с жёлтой лихорадкой. В этот список входят:
- Institut Pasteur de Dakar (Сенегал) (статус: активная)
- Sanofi Pasteur (Франция) (статус: активная)
- Bio-Manguinhos/Fiocruz (Бразилия) (статус: приостановлено)
- ФГБНУ «ФНЦИРИП им. М. П. Чумакова РАН» (Россия)[20] (статус: временно приостановлена)